# 림뷔르흐주 (벨기에)

림뷔르흐주의 위치

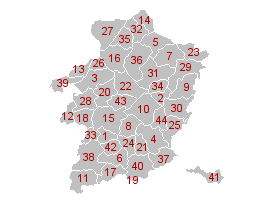
림뷔르흐주의 지방 자치체

림뷔르흐주(네덜란드어: Limburg)는 벨기에 동부 플랑드르 지방에 위치한 주로 주도는 하셀트이며 면적은 2,414km2, 인구는 844,621명(2011년 1월 1일 기준), 인구 밀도는 350명/km2이다.
뫼즈강을 경계로 네덜란드와 국경을 접하며 동쪽으로는 네덜란드 림뷔르흐주, 남쪽으로는 왈롱 지방의 리에주주, 서쪽으로는 플랑드르 지방의 플람스브라반트주와 안트베르펜주, 북쪽으로는 네덜란드 노르트브라반트주와 접한다. 3개 행정구와 44개 지방 자치체를 관할한다.

주기
주 문장

## 같이 보기
- 림뷔르흐주 (네덜란드)